# José Luis Carretero
José Luis Carretero (1941 - 2007) fue un  botánico, ingeniero agrónomo y profesor español
Se desarrolló científicamente en el Departamento de Biología Vegetal (Botánica), y académicamente en la Escuela Técnica Superior de Ingenieros Agrónomos, de la Universidad Politécnica de Valencia.

## Algunas publicaciones
- Boira, H; JL Carretero. 1985. Contribución al conocimiento de la flora valenciana. Lazaron, 8: 409-411. ISSN 0210-9778

- Carretero, JL & H Boira. 1986. Linaria orbensis Carretero & Boira, sp. nov. Anales Jará. Bot. Madrid 42(2): 411-414

- ----. 1993. Aportaciones a la distribución y ecología de las carofíceas de la provincia de Valencia. Acta botánica malacitana 18: 31-37, ISSN 0210-9506

- ----. 1998. Poligonum Pensylvanicum L. (Poligonaceae), naturalized in Spain. Anales del Jardín Botánico de Madrid 56 ( 2): 369, ISSN 0211-1322

### Colaboraciones
- Carretero, JL, A Aguilella i Palasí. 1994. Seminario internacional sobre la huerta de Valencia Palau de la Musica de Valencia del 28 al 30 de abril de 1993. Coord. Pedro José Salvador Palomo, ISBN 84-88639-24-4, pags. 55-68

### Libros
- 1989a. Flora y vegetación de la albúfera de Valencia: bases para su recuperación. Ed. Institucio Alfons El Magnanium (Valencia). 83 p. ISBN 978-84-7822-965-9

- 1989b. Análisis polínico de la miel. Ed. Mundi-Prensa. 120 p. ISBN 978-84-7114-230-6

- 2004. Flora arvense española : las malas hierbas de los cultivos españoles. Valencia: Phytoma, DL . 754 p. il.

- La abreviatura «Carretero» se emplea para indicar a José Luis Carretero como autoridad en la descripción y clasificación científica de los vegetales.[1]